# Perenniporia
Perenniporia è un genere cosmopolita di funghi a mensola o crostosi della famiglia delle Polyporaceae. Il loro sistema ifale può essere dimitico o trimitico, con basidiospore lisce e con spesse pareti cellulari; causano marciume bianco nelle zone legnose che colonizzano.

## Tassonomia
Il nome Perenniporia fu proposto dal micologo statunitense William Alphonso Murrill nel 1943 per comprendere due specie che appartenevano al genere Poria, un tempo usato per tutti i funghi corticioidi (o funghi crostosi) delle Polyporaceae. La sua descrizione del genere fu la seguente: "Hymenophore become perennial, riding; context white or yellow; tubes pinkish, white or yellow, stratose in older specimens; spores hyaline." ("L'imenoforo diventa perenne; la matrice è di colore bianco o giallo; i tuboli sono rosati, bianchi o gialli, stratificati negli esemplari più vecchi; le spore sono ialine"). Il nome del genere combina il termine latino perennis ("perenne") con il nome del genere Poria Edalat.
La specie che Murrill individuò come specie tipo era P. unita, applicava un concetto di specie ampio e mal definito e che includeva anche altre specie tra le quali Perenniporia medulla-panis. Inoltre venne poi scoperto che P. unita è un nomen dubium, cosa che poteva mettere in discussione anche la stessa validità del genere Perenniporia. Per porre rimedio a questa instabilità nella nomenclatura, Cony Decock e Joost Stalpers proposero di conservare il nome Perenniporiella con P. medulla-panis come specie tipo.
Per quanto Truncospora sia stata tradizionalmente considerata un sinonimo di Perenniporia, l'analisi della filogenesi molecolare dimostra che si tratta di un taxon geneticamente unico e degno del riconoscimento come genere a sé stante. Tra i generi che nel tempo sono stati separati da Perenniporia si possono citare Perenniporiopsis e Perenniporiella.

### Specie

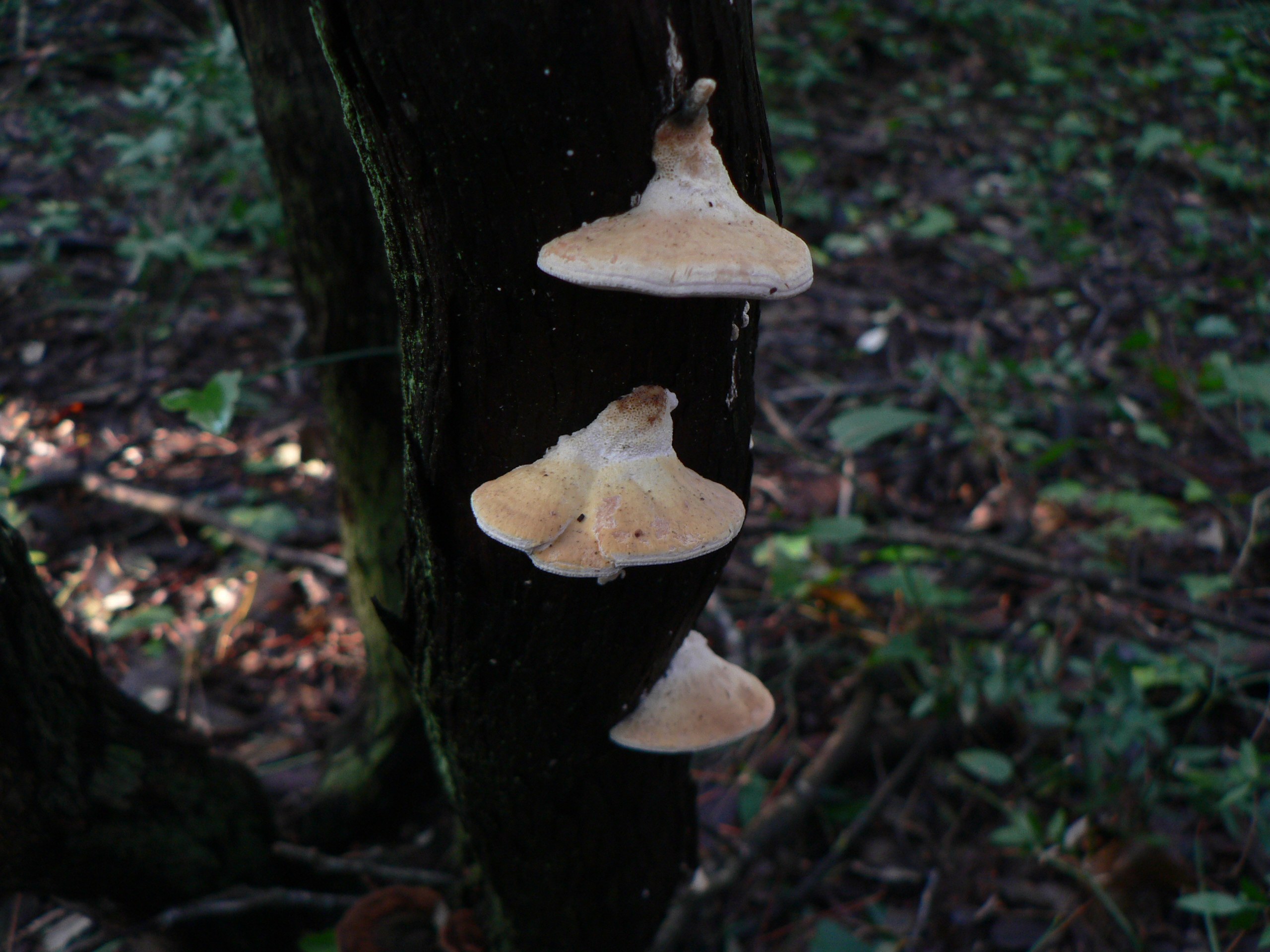
Perenniporia chroleuca

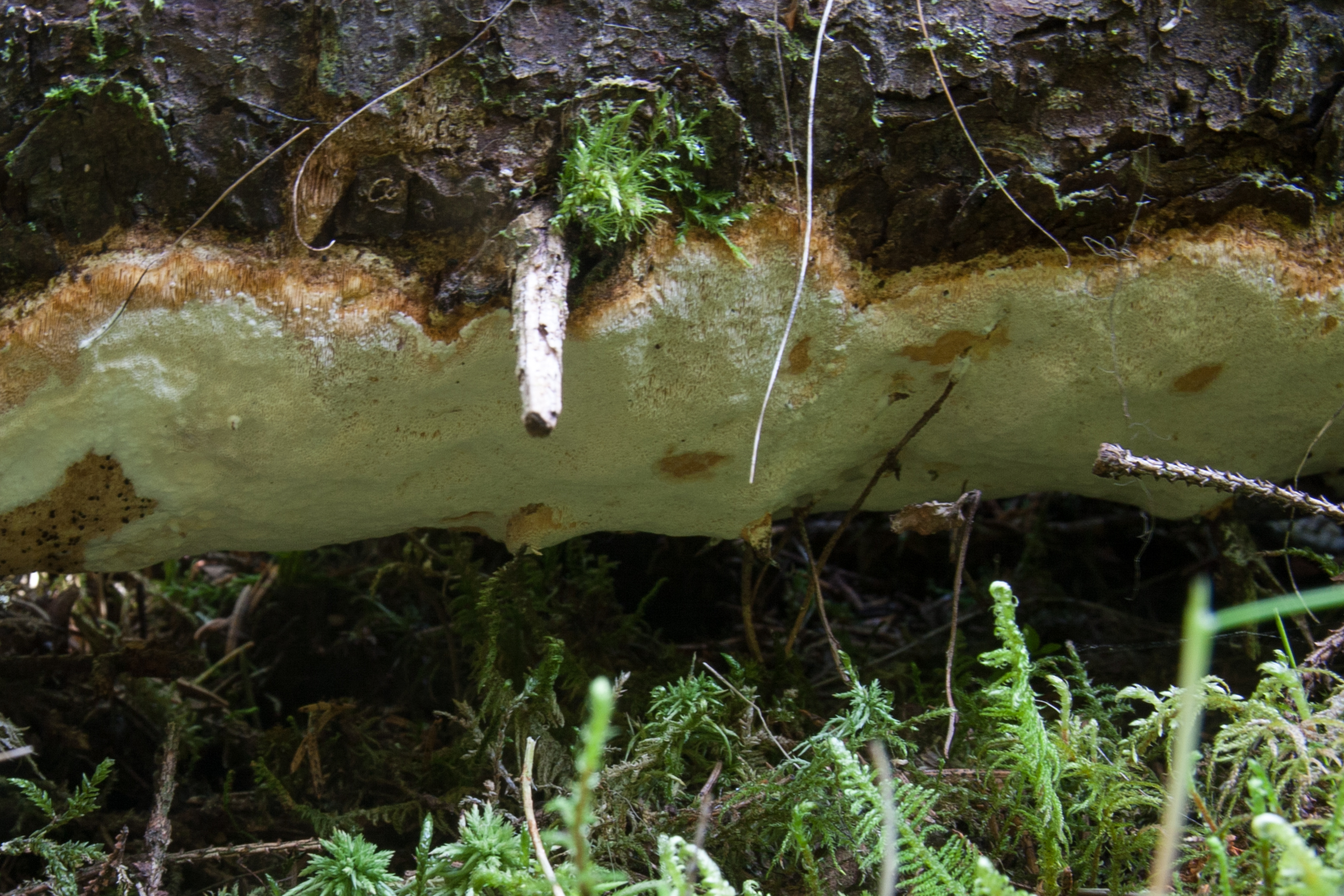
Perenniporia subacida

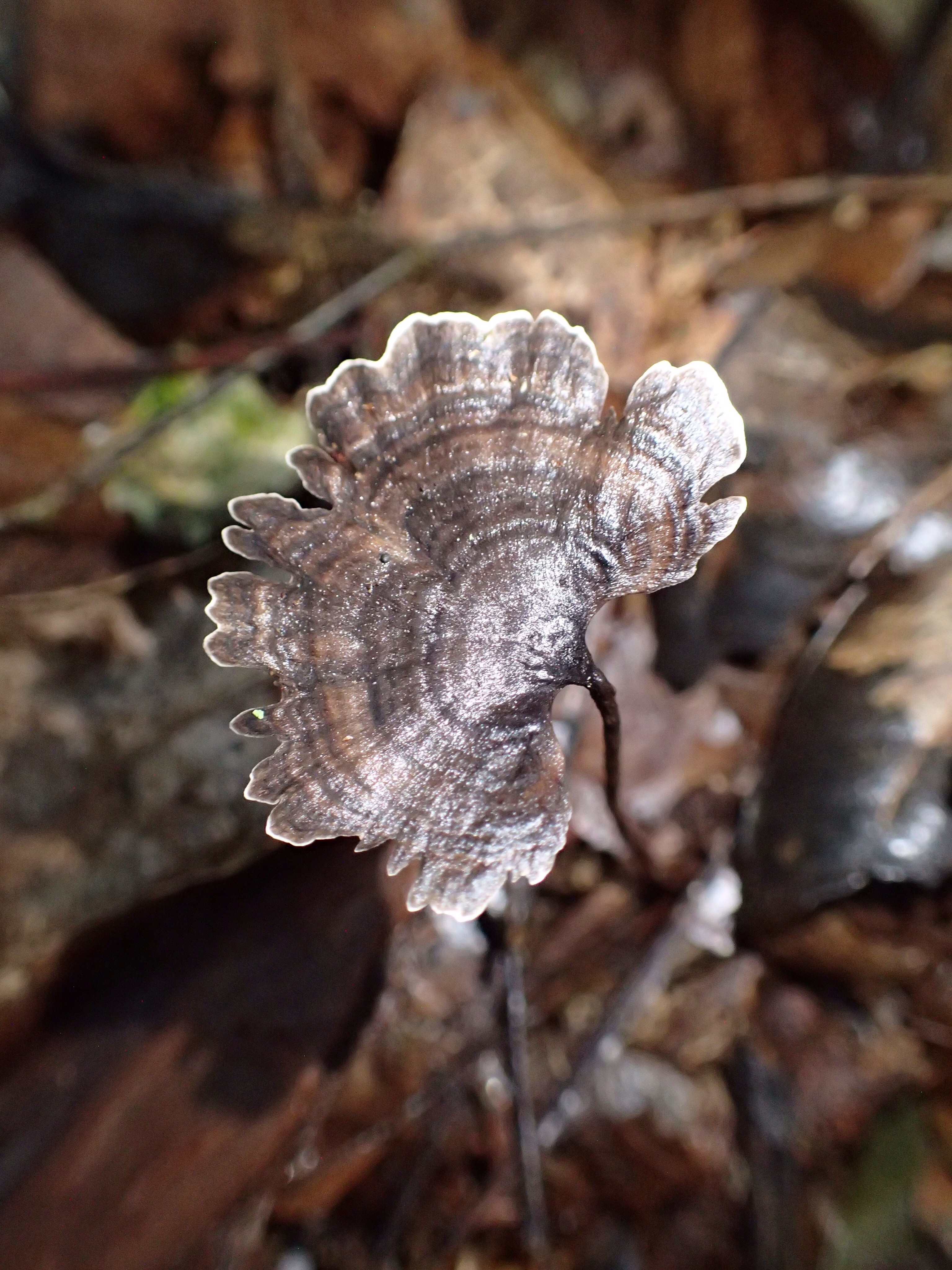
Perenniporia stipitata. Il nome specifico si riferisce al gambo (o stipite), una caratteristica rara nei corpi fruttiferi del genere Perenniporia.

Nel 2008 si stimava che circa 60 specie diverse appartenessero al genere Perenniporia. Nel gennaio del 2018, Index Fungorum elencava all'interno del genere 100 specie:
- P. abyssinica Decock & Bitew (2012)
- P. adnata Corner (1989)
- P. africana Ipulet & Ryvarden (2005)
- P. albocinnamomea Corner (1989)
- P. alboferruginea Decock (2011)
- P. alboincarnata (Pat. & Gaillard) Decock & Ryvarden (2011)
- P. amazonica M.A.De Jesus & Ryvarden (2010)
- P. amylodextrinoidea Gilb. & Ryvarden (1987)
- P. aridula B.K.Cui & C.L.Zhao (2012)[5]
- P. aurantiaca (A.David & Rajchenb.) Decock & Ryvarden (1999)
- P. bambusicola Choeyklin, T.Hatt. & E.B.G.Jones (2009)
- P. bannaensis B.K.Cui & C.L.Zhao (2014)
- P. bartholomei (Peck) Gibertoni & Bernicchia (2006)
- P. brasiliensis C.R.S.de Lira, A.M.S.Soares, Ryvarden & Gibertoni (2017)
- P. centrali-africana Decock & Mossebo (2002)
- P. chiangraiensis F.Wu & X.H.Ji (2017)
- P. chromatica (Berk. & Cooke) Decock & Ryvarden (1999)
- P. cinereofusca B.K.Cui & C.L.Zhao (2014)
- P. compacta Ryvarden & Gilb. (1984)
- P. contraria (Berk. & M.A.Curtis) Ryvarden (1972)
- P. cremeopora Decock & Ryvarden (2000)
- P. cunninghami Decock, P.K.Buchanan & Ryvarden (2000)
- P. cystidiata Y.C.Dai, W.N.Chou & Sheng H.Wu (2002)
- P. decurrata  Corner (1989)
- P. delavayi (Pat.) Decock & Ryvarden (1999)
- P. dendrohyphidia Ryvarden (1988)
- P. dipterocarpicola T.Hatt. & S.S.Lee (1999)
- P. djaensis Decock & Mossebo (2002)
- P. duplexa Ryvarden (2016)
- P. ellipsospora Ryvarden & Gilb. (1984)
- P. ellisiana (F.W.Anderson) Gilb. & Ryvarden (1985)
- P. fergusii Gilb. & Ryvarden (1987)
- P. ferruginea Corner (1989)
- P. formosana T.T.Chang (1994)
- P. fraxinea (Bull.) Ryvarden (1978)
- P. fraxinophila (Peck) Ryvarden (1972)
- P. fulviseda (Bres.) Dhanda (1981)
- P. ganodermoides Ryvarden, Gomes-Silva & Gibertoni (2016)
- P. globispora Ipulet & Ryvarden (2005)
- P. gomezii Rajchenb. & J.E.Wright (1982)
- P. guyanensis Decock & Ryvarden (2011)
- P. hainaniana B.K.Cui & C.L.Zhao (2013)
- P. hattorii Y.C.Dai & B.K.Cui (2011)
- P. hexagonoides T.Hatt. & S.S.Lee (1999)
- P. inflexibilis (Berk.) Ryvarden (1972)
- P. isabellina (Pat.) Ryvarden (1983)
- P. japonica (Yasuda) T.Hatt. & Ryvarden (1994)
- P. kilemariensis Spirin & Shirokov (2005)
- P. koreana Y.Jang & J.J.Kim (2015) – Corea del Sud[11]
- P. lacerata B.K.Cui & C.L.Zhao (2013)
- P. luteola B.K.Cui & C.L.Zhao (2013)
- P. maackiae (Bondartsev & Ljub.) Parmasto (1995)
- P. macropora B.K.Cui & C.L.Zhao (2013)
- P. malvena (Lloyd) Ryvarden (1989)
- P. martia (Berk.) Ryvarden (1972)
- P. medulla-panis (Jacq.) Donk (1967)
- P. meridionalis Decock & Stalpers (2006)
- P. mesoleuca (Petch) Ryvarden (1972)
- P. minor Y.C.Dai & H.X.Xiong (2008)
- P. minutissima (Yasuda) T.Hatt. & Ryvarden (1994)
- P. minutopora Ryvarden & Decock (2000)
- P. mundula (Wakef.) Ryvarden (1972)
- P. nanjenshana T.T.Chang & W.N.Chou (2000)
- P. nanlingensis B.K.Cui & C.L.Zhao (2012)
- P. nonggangensis F.C.Huang & Bin Liu (2017)[12]
- P. nouraguensis Decock (2016)
- P. ochroleuca (Berk.) Ryvarden (1972)
- P. ohiensis (Berk.) Ryvarden (1972)
- P. oviformis G.Cunn. ex P.K.Buchanan & Ryvarden (1988)
- P. paraguyanensis C.R.S.de Lira & Gibertoni (2017)
- P. parvispora Decock & Ryvarden (2000)
- P. pauciskeletalis Rajchenb. (1988)
- P. penangiana Corner (1989)
- P. permacilenta (Corner) T.Hatt. (2003)
- P. phloiophila Gilb. & M.Blackw. (1984)
- P. piceicola Y.C.Dai (2002)
- P. piperis (Rick) Rajchenb. (1987)
- P. podocarpi P.K.Buchanan & I.A.Hood (1992)
- P. puerensis C.L.Zhao (2017)[13] – Cina
- P. pyricola Y.C.Dai & B.K.Cui (2010)
- P. rhizomorpha B.K.Cui, Y.C.Dai & Decock (2007)
- P. roseoisabellina (Pat. & Gaillard) Ryvarden (1983)
- P. rosmarini A.David & Malençon (1979)
- P. rufidochmia (Corner) T.Hatt. & Sotome (2013)
- P. russeimarginata B.K.Cui & C.L.Zhao (2013)
- P. semistipitata (Lloyd) Gilb. & Ryvarden (1987)
- P. sinuosa Ryvarden (1987)
- P. sprucei Decock & Ryvarden (1999)
- P. stipitata Ryvarden (1987)[8] – Brasile
- P. straminella (Bres.) Ryvarden (1988)
- P. subacida (Peck) Donk (1967)
- P. subannosa (Bres.) Decock, S.Herrera & Ryvarden (2001)
- P. subdendrohyphidia Decock (2001)
- P. subovoidea Decock & Ryvarden (2013)
- P. substraminea B.K.Cui & C.L.Zhao (2014)
- P. subtephropora B.K.Cui & C.L.Zhao (2013)
- P. tenuis (Schwein.) Ryvarden (1973)
- P. tianmuensis B.K.Cui & C.L.Zhao (2013)
- P. tibetica B.K.Cui & C.L.Zhao (2012)
- P. truncata (Lloyd) Ryvarden (1972)
- P. truncatospora (Lloyd) Ryvarden (1986)
- P. vanhullii Decock & Ryvarden (2015)[14]
- P. variegata Ryvarden & Gilb. 1984)
- P. voeltzkowii (Henn.) Ryvarden 1980)
- P. xantha Decock & Ryvarden 1999)

### Sinonimi
I seguenti sinonimi sono riferibili al genere Perenniporia:
- Poria Pers. (1794)
- Leptopora Raf. (1808)
- Physisporus Chevall. (1826)
- Poroptyche Beck (1888)
- Merulioporia Bondartsev & Singer (1941)
- Merulioporia Bondartsev & Singer (1943)
- Riopa D.A.Reid (1969)
- Loweporus J.E.Wright (1976)
- Hornodermoporus Teixeira (1993)